# Moods for Mallards
Moods for Mallards è un album discografico a nome Hi-Fi, pubblicato dall'etichetta discografica First American Records nel luglio del 1982.

## Tracce
Lato A
1. Walk Away – 4:05 (David Surkamp)
2. Blue Shirt – 4:03 (Iain Matthews, Garey Shelton)
3. Holding Out for Rain – 5:20 (David Surkamp, Iain Matthews)
4. Throw a Line – 3:50 (Iain Matthews, Garey Shelton)
5. S.O.S. – 2:38 (Iain Matthews)

Lato B
1. Knocking on Your Door – 4:20 (David Surkamp, Douglas Rayburn)
2. Desire – 4:17 (Iain Matthews, Garey Shelton)
3. Time After Time – 3:56 (David Surkamp)
4. When You Were Mine – 4:28 (Prince)
5. Alcohol – 2:45 (David Surkamp)

## Formazione
- Ian Matthews - voce, chitarra ritmica, accompagnamento vocale
- David Surkamp - chitarra solista, chitarra ritmica, voce
- Bruce Hazen - chitarra solista, chitarra ritmica, prophet V, accompagnamento vocale
- Garey Shelton - chitarra basso, accompagnamento vocale
- Bob Briley - batteria

Note aggiuntive
- Iain Matthews - produttore
- Registrazioni effettuate al Bearcreek Studio di Woodinville, Washington
- Tim Killeen e Joe Hadlock - ingegneri delle registrazioni
- Jackie Renn - fotografie[3]